# Gustav Laukant
Gustav Laukant (* 22. September 1869 in Ragnit, Ostpreußen; † 14. Oktober 1938 in Berlin) war ein deutscher Politiker der USPD.

## Leben und Beruf
Nach dem Besuch der Bürgerschule in Ragnit absolvierte Laukant eine Tapeziererlehre in Tilsit, die er 1887 mit der Gesellenprüfung abschloss. 1895 ließ er sich nach bestandener Meisterprüfung in Spandau nieder.

## Partei
Laukant gehörte in der SPD während des Ersten Weltkrieges zu den Gegnern des Krieges und der Burgfriedenspolitik und nahm als Delegierter an der Sitzung der Internationalen Sozialistischen Kommission im Februar 1916 in Bern teil, wo er mit der anderen deutschen Delegierten, Bertha Thalheimer von der Spartakusgruppe, keine Einigkeit über zu treffenden Schritte bezüglich der Sammlung der Linken erzielen konnte. Er beteiligte sich 1917 an der Gründung der USPD. Auf der Reichskonferenz der sozialdemokratischen Opposition im April 1917 in Gotha, auf der die USPD sich gründete, wurde er in das Aktionskomitee, die erste Parteileitung gewählt. Auf dem außerordentlichen Parteitag im März 1919 in Berlin wurde er erneut in den Parteivorstand gewählt. Er war Redakteur der Parteizeitungen Freiheit und Klassenkampf. Im November 1919 reiste Laukant vor dem Hintergrund der parteiinternen Diskussionen um den Anschluss an die Komintern gemeinsam mit seinem Parteifreund Walter Stoecker nach Schweden und Dänemark, um Kontakte zur dortigen radikalen Linken wie Ernst Christensen und Zeth Höglund zu knüpfen.
Laukant war nach den Zusammenschlüssen von größeren Teilen der USPD mit der KPD 1920 und mit der SPD 1922 und der Abspaltung der Gruppe 1924 um Georg Ledebour neben Theodor Liebknecht eines der wenigen prominenten USPD-Mitglieder, welche weiterhin in der Partei verblieben; dort fungierte er als zentraler Kassenwart und leitete den Parteiverlag Klassenkampf.

## Abgeordneter
Laukant gehörte 1919/20 der Weimarer Nationalversammlung an, nachdem er bereits im Dezember 1918 dem ersten Reichskongress der Arbeiter- und Soldatenräte angehört hatte.